# O'de Flander
O'de Flander is een Oost-Vlaamse graanjenever, waarvan het distillatieproces van de ingrediënten plaatsvindt op het grondgebied van Oost-Vlaanderen.

## Productieproces
De jenever wordt gemaakt op basis van een beslag van granen (tarwe, rogge, gerst en mais) en eventueel een distillaat van alcohol met planten, kruiden en jeneverbessen. Het beslag wordt versuikerd met mout en vergist. Daarna volgt een dubbel of drievoudig distillatieproces en een rijpingsproces van 6 maanden. Het eindproduct heeft een minimum alcoholgehalte van 35°.
Dit kwaliteitslabel werd ingericht door de Orde van de Oost-Vlaamse Meester-Distillateurs. Herkomstcertificaten bewijzen de correcte samenstelling en bereidingswijze van de jenever.

## Naam
In de naam O'de Flander staat de 'O' voor Oost-Vlaanderen. Het is ook een referentie aan het Franse 'Eau' of water, een belangrijk ingrediënt van jenever, en een verwijzing naar eau-de-vie. 'De Flander' verwijst naar Vlaanderen.

## Producenten
- Stokerij Braeckman: Braeckman Oude graanjenever (38%)
- Stokerij La Martiniquaise Benelux: Platinum Peterman (40%) en Hertekamp Jonge Jenever (35%)
- Likeur en Wijnhandel De Moor: Dirk Martens Jenever (35%)
- Stokerij Van Damme: Balegemse graanjenever Vieux Système (41%)
- Distillery De Stoop: Merelbeekse belegen graanjenever De Stoop (38%)
- Stokerij-Eenvoud: Zelzaatse Jenever (38%)
- Nectaria: Jenever Bobke (38%)
- Stokerij Jonasberg: Jenever Mertens (40%)
- Distillery Filliers: Filliers graanjenever (35% classic, 38% 5 jaar oud, 50% 8 jaar oud)
- Stokerij Rubbens: Originele Oost-Vlaamse graanjenever Rubbens (38%)
- Likeurstokerij Thyssen: Graanjenever Thyssen (40%)[3]